# 幻想曲D940
幻想曲 ヘ短調（げんそうきょく へたんちょう、ドイツ語: Fantasie f-Moll）作品103、D 940は、フランツ・シューベルトが死去の年、1828年に作曲したピアノ連弾曲。シューベルトの数多い連弾曲の中でも、とりわけ印象深い晩年の傑作として、多く演奏されている。

## 概要

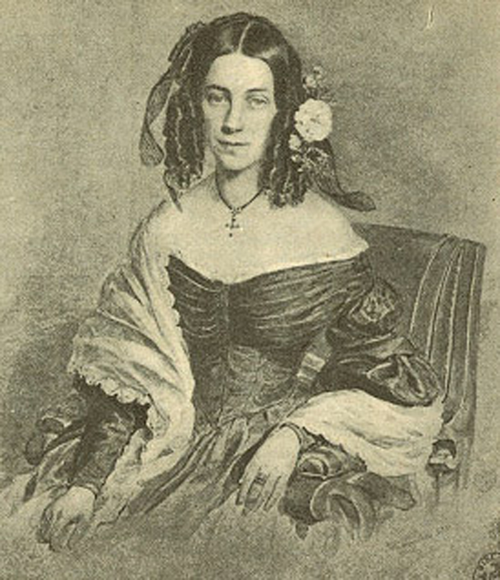
カロリーネ・フォン・エステルハージ

作曲が開始されたのは1828年の1月で、自筆の清書譜が完成したのは4月だった。初演は同年の5月9日、友人のエドゥアルト・フォン・バウエルンフェルトのための私的演奏として行われた。シューベルト自身と、友人の作曲家・指揮者であるフランツ・ラハナーとの連弾による。
出版はシューベルトの死後の1829年に行われたが、生前のシューベルトの意志通りにカロリーネ・エステルハージに献呈されている。シューベルトは1818年夏、ツェレス（ウィーンの東480km、現在はスロヴァキアのジェリエゾフツェ）に滞在するエステルハージ伯爵一家の音楽教師として雇われ、2人の娘マリーとカロリーネにピアノを教える。さらに1824年5月にも招聘されて夏別荘のピアノ教師を務め、この2度の滞在を通じてシューベルトは妹のカロリーネ（1824年当時18歳）に恋心を抱いていた。

## 評価
音楽学者・評論家の前田昭雄は「今までに書かれたピアノ連弾のためのあらゆる作品のうちで、最も深いものを湛えた傑作」と評価している。
ほかの編成のための編曲でも取り上げられ、ドミトリー・カバレフスキーによるピアノと管弦楽版、フェリックス・モットルやエルンスト・ルドルフ、ウィレム・ヴァン・オッテルローらによる管弦楽版、ハロルド・バウアーによる2台ピアノ版などがある。

## 構成
単一楽章だが、全体は大きく4つの部分で出来ている。全体を通したソナタ形式と、緩徐部とスケルツォ部を含む4楽章構成が重ね合わされていると考えることができ、この点で『さすらい人幻想曲』と類似しているが、より伝統的なソナタ形式からは離れている。全曲で571小節。演奏時間は約16 - 19分。
- アレグロ・モルト・モデラート (Allegro molto moderato) ヘ短調 4/4拍子 120小節
ソナタ形式の提示部にあたる。付点リズムによる主題(譜例1)[7]が提示され、やがて同じヘ短調による決然とした第2の主題(譜例2)が現れて、この2つが交互に転調、変奏を加えられていく。後半に冒頭の楽想が原調で復帰するため、三部形式と考えることも可能である[5]。
譜例1
譜例2
- ラルゴ (Largo) 嬰ヘ短調 4/4拍子 43小節
ソナタ形式の展開部前半にあたる緩徐部。フランス序曲風の複付点リズムによる重厚な両端部分と、嬰ヘ長調の穏やかな中間部分からなる三部形式。
- アレグロ・ヴィヴァーチェ (Allgro vivace) 嬰ヘ短調 3/4拍子 275小節
ソナタ形式の展開部後半にあたると同時に、"Con delicatezza"(優美に)と記されたニ長調の楽想を中間においた「スケルツォとトリオ」でもある。
- テンポ・プリモ（アレグロ・モルト・モデラート） (Tempo I (Allegro molto moderato)) ヘ短調 4/4拍子 133小節
ソナタ形式の再現部にあたる。第1部冒頭の楽想が再現されたあと、第2の主題による大規模なフガートが展開する。終曲直前に、経過的にヘ音とホ音が半音で衝突するなどの苦々しい不協和音が現れるが、サブドミナントの付加六の和音を経て静かに主和音に終結する。

## 楽譜
- ヘンレ社原典版 ISBN 978-4636002003
- ベーレンライター原典版（新全集版）Werke für Klavier zu vier Händen, Band 3 ISBN 979-0006539871
- シューベルト ピアノ連弾名曲集 (1) 全音ピアノライブラリー ISBN 978-4111070213
- ペータース社 ISBN 979-0577082776